# Diamantpython
De diamantpython (Morelia spilota spilota) is een slang uit de pythons (Pythonidae). 

## Naam en indeling
De diamantpython is een ondersoort van de ruitpython (Morelia spilota). Men denkt soms dat diamantpython een andere naam is voor ruitpython, maar dat is een misverstand. De wetenschappelijke naam van de slang werd voor het eerst voorgesteld door Bernard Germain de Lacépède in 1804. Lange tijd was de wetenschappelijke naam Morelia argus, deze naam wordt in de literatuur veel gebruikt.

## Uiterlijke kenmerken
De slang heeft een zeer donkerbruin tot zwart lichaam met lichtere, meestal witte, vlekken over het hele lijf. Deze vlekken zijn zwartomzoomd en steken af tegen de rest van het lichaam. Er zijn ook hybriden met andere ondersoorten van Morelia spilota, meestal gekweekt in gevangenschap, die een zwart-geel gebandeerde tekening hebben. De lengte is ongeveer twee meter, mannetjes blijven kleiner dan vrouwtjes.

## Verspreiding en habitat
De ondersoort komt endemisch voor in de uiterst oostelijke kuststrook van New South Wales, een deelstaat van Australië.